# Louis Lansana Beavogui
Louis Lansana Beavogui (Macenta, 28 dicembre 1923 – Conakry, 19 agosto 1984) è stato un politico guineano.
È stato Primo ministro della Guinea dall'aprile 1972 all'aprile 1984 e Presidente ad interim per un breve periodo, tra il marzo e l'aprile 1984.
Dal 1961 al 1969 ha ricoperto la carica di Ministro degli esteri.